# Jorge Dely Valdés
Jorge Luis Dely Valdés (Colón, 12 marzo 1967) è un allenatore di calcio ed ex calciatore panamense, di ruolo attaccante, commissario tecnico della nazionale under-21 panamense e vice commissario tecnico della nazionale panamense.

## Biografia
È il fratello gemello di Julio César Dely Valdés

## Carriera

### Club
Debutta in Argentina a livello professionistico, dopo un periodo passato nelle giovanili dell'Atlético Colón, squadra della sua città natale. Trasferitosi al Club Nacional de Football, vi rimane una sola stagione e si trasferisce in Cile, all'Unión Española. Nel 1993 va in Giappone, dove rimane fino al 1998 segnando 157 reti in J League. Nel 1999 passa alla MLS negli Stati Uniti, giocando per il Colorado Rapids. Nel 2001 torna in Giappone, dove segna ancora diverse reti. Nel 2003 torna a Panama, giocando per l'Arabe Unido.

### Nazionale
Debutta con la nazionale di calcio panamense nel 1990, partecipando alla CONCACAF Gold Cup 2005, nella quale la sua nazionale raggiunge la finale, persa contro gli Stati Uniti.

## Palmarès

### Giocatore

#### Competizioni nazionali
- Coppa del Cile: 1

Unión Española: 1992